# Università di Salisburgo
L'Università di Salisburgo (in tedesco Universität Salzburg), altrimenti nota come Paris Lodron University in onore del suo fondatore, l'arcivescovo Paride Lodron, ha sede nella città austriaca di Salisburgo, patria del grande musicista Wolfgang Amadeus Mozart. È composta da 4 facoltà: teologia cattolica, giurisprudenza, sociologia e scienze naturali.
Fondata nel 1622, conta 14134 studenti e 1600 dipendenti (2008). Tra gli altri progetti cura l'Atlante linguistico del ladino dolomitico e dei dialetti limitrofi.

## Storia
Fondata dall'arcivescovo Paris Lodron nel 1622, l'Università era annessa al "Gymnasium", una scuola secondaria fondata nel 1617.
Inizialmente l'Università fu gestita dai Benedettini di Salisburgo, svizzeri, bavaresi e austriaci. Nei primi anni si tenevano corsi di teologia, filosofia, diritto e medicina.
Dopo le guerre napoleoniche, l'università divenne laica. Il principe Ferdinando, fratello dell'imperatore Francesco I, vi stabilì la prima facoltà di medicina.